# Träbyborg

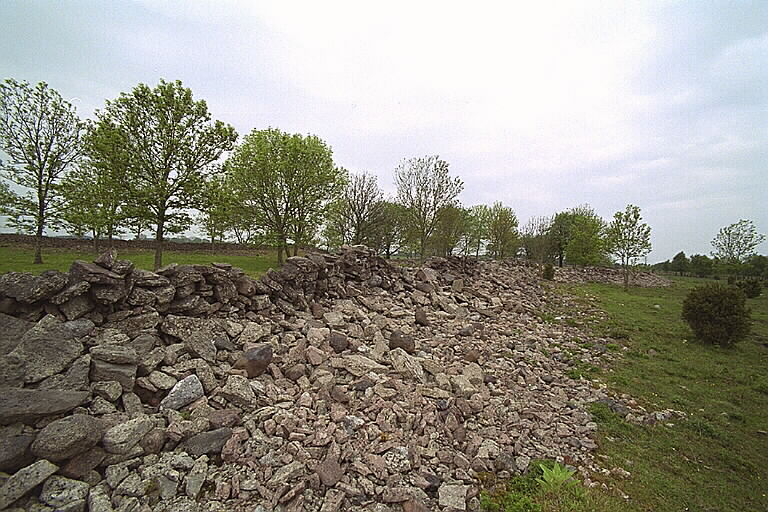
Träby borg.

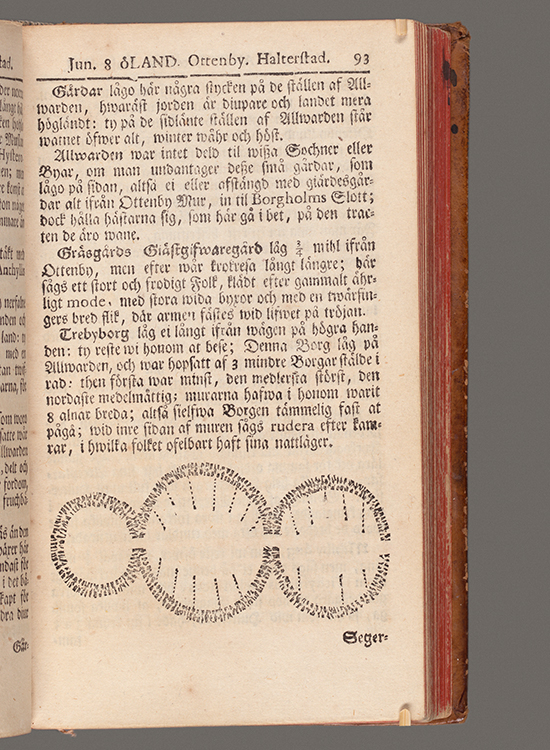
Sida ur Carl von Linnés Öländska resa

Träbyborg, även  Trebyborg, är en fornborg belägen cirka 700 meter norr om Träby, tidigare Treby, by i Segerstads socken på sydöstra Öland. Den består av tre i nordost-sydvästlig riktning sammanbyggda ringborgar, huvudsakligen byggda av kalksten. Den nordöstra och mellersta är ovala, den sydvästra är närmast rund. Den nordöstra borgens inre diameter är 48–66 meter, den mellerstas 51–65 meter och den sydvästra 38–44 meter. Murtjockleken är 7–10 meter. Bäst bevarad är den mellersta borgen, där murkrönet ligger 1,6 meter över borggården. 
Rhezelius angav 1634 att det fanns 30 husgrunder i den nordöstra borgen, 32 i den mellersta och 14 i den sydvästra. Borgens byggnadstid har bestämts till folkvandringstiden efter provgrävningar 1966.
I den sydvästra borgen byggdes ett nyhemman, Christineborg, i slutet av 1700-talet. Nu återstår endast grunderna av det. 